# Seuil d'alerte
Dans le domaine de la gestion du risque, les autorités chargées de cette gestion, sur la base des législations (nationales ou supranationales ou éventuellement régionales ou locales) fixent certains seuils d'information, d'alerte et d'action pour protéger la santé ou la sécurité des biens et personnes.

## Les domaines concernés
ce sont notamment :
- l'eau (qualité, quantité)
- la pollution de l'air
- la pollution des sols
- le bruit
- les sécheresses et diminution de débits d'étiage
- les inondations
- les pluies exceptionnelles, tempête ou tsunamis dans les régions concernées

etc.

## Dans le domaine des aléas météorologique
Les sécheresses et diminution de débits d'étiage, ou au contraire de fortes pluies (alertes orange de météo-France) et de risque d'inondation), il existe aussi des seuils tels que :
- seuil de vigilance
- seuil d’alerte
- seuil d’alerte renforcée
- seuil de crise

## Histoire
La région Île-de-France a été la première région à mettre en place (le 25 avril 1994) une procédure d'information et d'alerte du public en cas de dépassement de certains seuils de pollution de l'air. Ces seuils ont été plusieurs fois renforcés. Ils sont mis à jour sur le site d'Airparif.

## Métrologie
Les seuils sont définis par une mesure (concentration, débit, etc.).
Les taux ou concentration de gaz ou de particules à ne pas dépasser sont le plus souvent exprimés en :
- ppm ou ppmv (parties par million en volume)
- mg/m3 (milligrames par mètre cube d'air)
- µg/m3 (microgrames par mètre cube d'air)

pour une journée, une heure, etc.